# Nâves-Parmelan
Nâves-Parmelan is een gemeente in het Franse departement Haute-Savoie (regio Auvergne-Rhône-Alpes) en telt 862 inwoners (1999). De plaats maakt deel uit van het arrondissement Annecy.

## Geografie
De oppervlakte van Nâves-Parmelan bedraagt 5,4 km², de bevolkingsdichtheid is 159,6 inwoners per km².
De onderstaande kaart toont de ligging van Nâves-Parmelan met de belangrijkste infrastructuur en aangrenzende gemeenten.

## Demografie
Onderstaande figuur toont het verloop van het inwonertal (bron: INSEE-tellingen).